# Elwira Chasianowa
Elwira Ramiljewna Chasianowa (ros. Эльвира Рамильевна Хасянова; ur. 28 marca 1981 w Moskwie) – rosyjska pływaczka synchroniczna, trzykrotna mistrzyni olimpijska, 9-krotna mistrzyni świata, 6-krotna mistrzyni Europy.
Jest drużynową złotą medalistką z igrzysk olimpijskich z Aten, Pekinu oraz z Londynu.

## Nagrody i odznaczenia
- Order „Za zasługi dla Ojczyzny” IV stopnia (13 sierpnia 2012 roku) – za wielki wkład w rozwój kultury fizycznej i sportu, wysokie osiągnięcia sportowe na XXX Letnich Igrzyskach Olimpijskich w Londynie[4]
- Order Honoru (2 sierpnia 2009 roku) – za wielki wkład w rozwój kultury fizycznej i sportu oraz za wysokie osiągnięcia na XXIX Letnich Igrzyskach Olimpijskich w Pekinie[5]
- Order Przyjaźni (4 listopada 2005 roku) – za wielki wkład w rozwój kultury fizycznej i sportu oraz za wysokie osiągnięcia na XXVIIIX Letnich Igrzyskach Olimpijskich w Atenach[6]
- Zasłużony Mistrz Sportu w Rosji